# 通用登陸艇

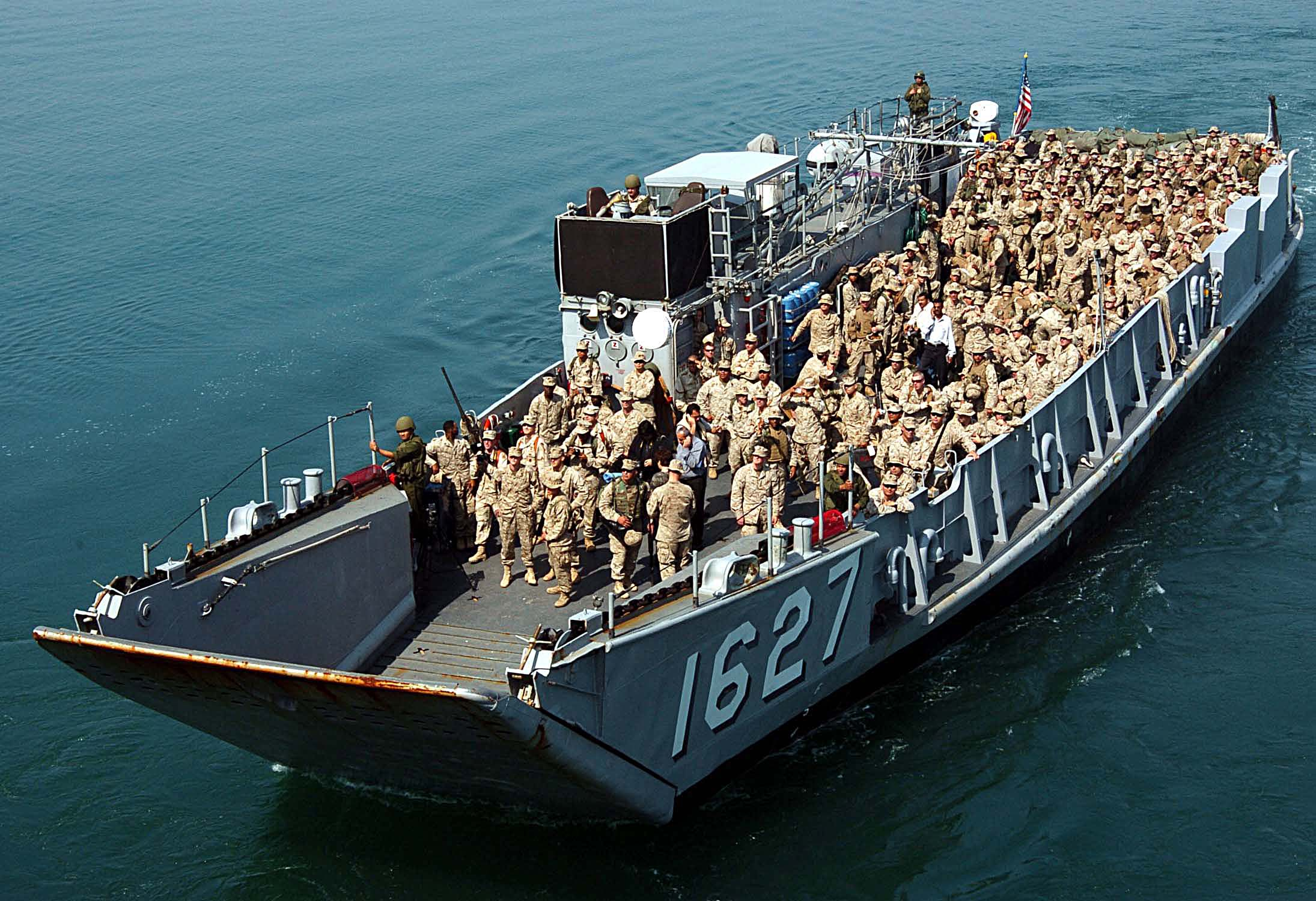
美国海军 LCU-1610 级。这是一種典型的現代LCU。

通用登陸艇（英語：Landing Craft Utility，缩写LCU）是兩棲部隊用來運送設備和人員上岸的一種登陸艇，能將履帶車、輪式車和部隊從兩棲突擊艦轉運到灘頭或碼頭。

## 坦克登陸艇
LCU 起源於英國皇家海軍開發的坦克登陸艇 (TLC)。 這也被美國海軍部署為坦克登陸艇 (LCT)。1940年11月第一艘TLC「Mk.1」在Hawthorn Leslie下水後，總共建造了30艘TLC 「Mk.1」。 從次年（1941年）起，陸續開始建造500噸級「Mk.2」、加長船體的600噸級「Mk.3」和船體稍小但更寬的「Mk.4」。 此外，隨著同年12月美國參戰，為美國製造了尺寸較小、可安裝在戰車登陸艦（LST）上的「Mk.5」，此外，還開發了與此規格相同但在船尾設有燈，允許整個車輛甲板通過的「Mk.6」。在美國海軍中，Mk.5 被指定為 LCT-1 級，「Mk.6」被指定為 LCT-501 級。 此外，在「Mk.6」的基礎上，應美國海軍的要求，開發了帶有附加部隊宿舍的高級版本「Mk.7」，並作為LSM-1級中型登陸艦部署。 由於LSM-1級的良好性能，英國皇家海軍自己部署了TLC 「Mk.8」作為姊妹型。
到第二次世界大戰結束時，總共建造了 3,222 架 TLC/LCT。 「Mk.7」和「Mk.8」以外的船隻航行能力相對有限，因此在偏遠地區作戰時，它們被安置在船塢式登陸艦的井塢中，或者經常安裝在坦克登陸艦的甲板上運輸船。

## 戰後發展

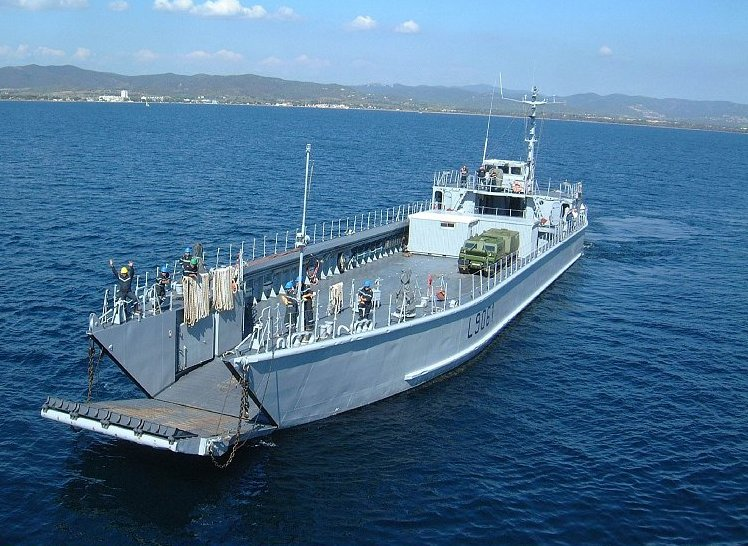
法國海軍LCU，L9061 Lapierre

戰後，美國海軍將 LCT 更名為 LCU，最初部署的是 LCU-1466 級。 與 LCT-1 級「Mk.5」一樣，其駕駛室位於後部中央。 然而，隨後建造的 LCU-1610 級擁有與 LCT-501 級「Mk.6」相同的完整車輛甲板。 LCU-1610級還有帶有可伸縮桅杆的艦載版本，假設登陸艦可以容納在井塢中。 
此外，效仿美國和英國的船隻，各國正在建造能夠運載多輛大型車輛（包括坦克）的大型登陸艇，這些有時也被稱為LCU。其中，日本海上自卫队的运输艇1型在設計上側重於普通運輸艦而非“登陸艇”的作用，並且不具備運載坦克的能力。法國海軍還運作著一艘雙體船LCU，即L-CAT型。

## 美國
美國海軍在第二次世界大戰中建造了 1,394 輛坦克登陸艇 (LCT)。 1949 年仍在使用的那些被重新命名為通用登陸艇 (LCU)。

### LCU 1466、1610 和 1627 類
LCU 1466、1610 和 1627 級艦艇由美國海軍執行支援命令操作。 它們是一艘自我維持的船，配有可供13 名船員使用的住宿和餐飲設施。 每個LCU 都分配了一名士官長、軍需官或作戰專家等級的首席軍士或一級軍士。 這些船隻具有用於裝卸的船首坡道，並且可以將船頭連接到船尾門以創建一個臨時的碼頭狀結構。 其焊接鋼 船體 具有高耐用性，甲板載荷為 3,900 kg/m（每平方英尺 800 磅）。 機械和設備的佈置考慮到了戰鬥損壞時的內置冗餘。
該船設有兩個由水密隔板隔開的發動機艙，以便在其中一個發動機艙無法使用時允許有限的操作。 錨定係統安裝在船尾右舷側，以協助從海灘收回。 這些艦艇通常通過較大的兩棲艦艇運送到其作戰區域，例如船塢登陸艦（LSD）、直昇機登陸船塢艦（LHD）和直昇機登陸突擊艦（LHA）。
大型 LCU-1610 級的推出導緻美國海軍建造了船塢登陸艦 (LSD) 的錨地船塢登陸艦。
LCU-1618 被改裝以支持 遙控水下航行器 和 自主水下航行器 的測試，並被命名為 USS“Orca”(IX-508)。
這艘已有40 年曆史的船隻將在LCU 1700 下進行更換 （前 Surface Connector (X) 資本重組，或 SC(X)R），項目於 2017 年啟動。

### LCU 2000
蘭尼米德級大型登陸艇 或 LCU 2000 級艦艇由 美國陸軍 運營。
它們將滾動式和履帶式車輛、集裝箱以及超大型和普通貨物從近海船舶運輸到岸上，以及遠洋船舶無法到達的區域（沿海、港口和兩岸水道）。 它們可以自行部署或運輸到浮上/浮離船上。 它們被歸類為全方位海洋服務和單人機艙操作，並按照美國海岸警衛隊標準建造。該船可支搭載 2 名准尉和 11 名士兵組成的船員長達 18 天和 10,000 英里。 該級還配備了一個後錨，以協助從海灘上收回。

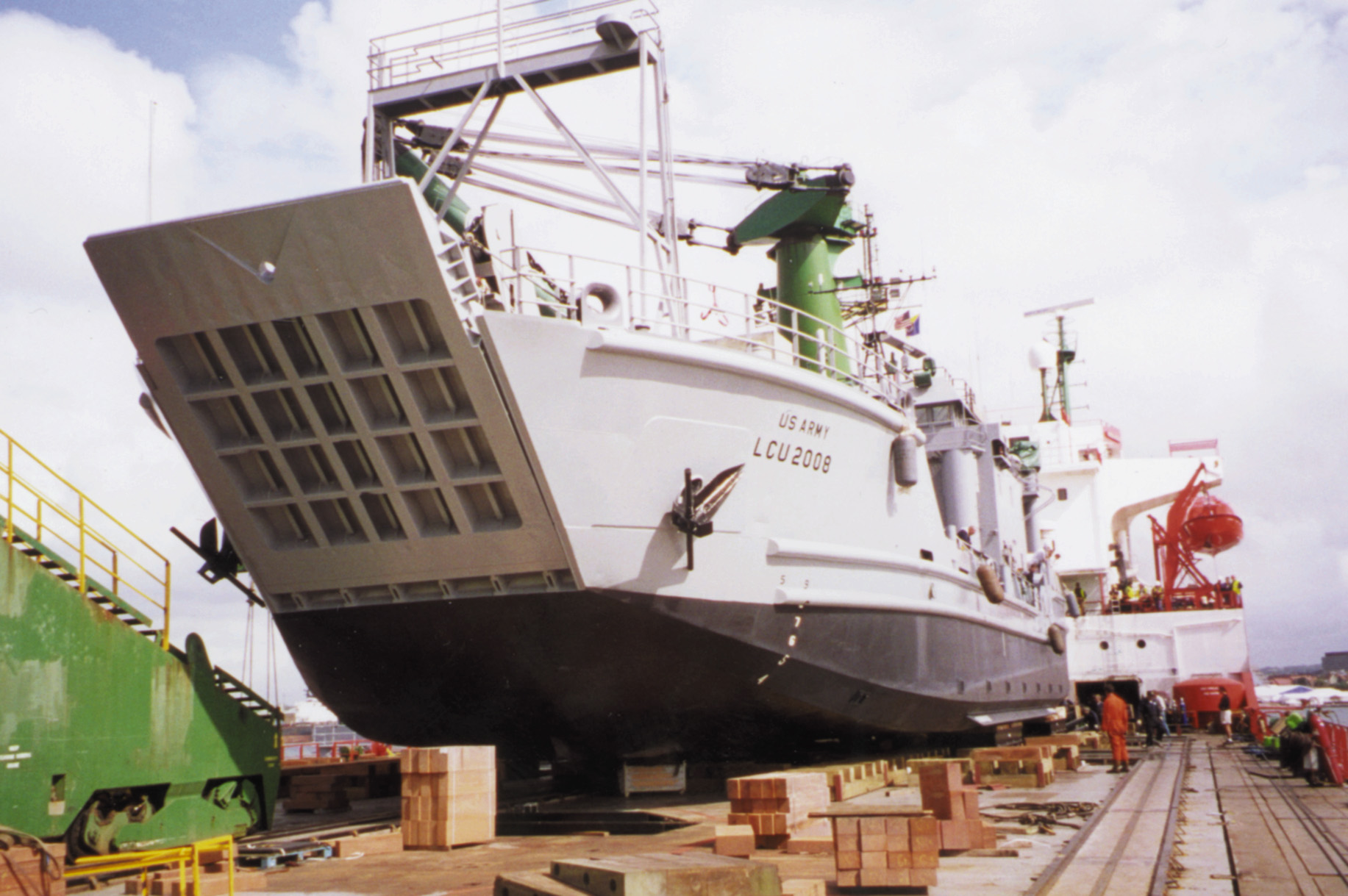
LCU 2008 作為甲板貨物裝載在租船上

### LCU 1700 級
LCU 1700級兩棲登陸艇將一對一地取代現有的LCU 1610級兩棲登陸艇。 LCU-1700 長 139 英尺，航速可達 11 節，航程為 8 節，航程為 1,200 海裡，可容納 14 名男女混合船員。它可以運載兩輛 M1A1 坦克，或 350 名作戰部隊，或170 短噸貨物。 
合同公告指出，LCU 1700 將對 LCU 船隊進行重組，使其成為設計壽命為 30 年的類似堅固鋼船（LCU 1610）。這兩類艦艇的相似之處將有助於美國海軍提高效率並降低訓練計劃、運營和總體擁有成本的成本。 該船將進入、退出美國海軍現有和已規劃的兩棲戰艦的井甲板並進行運輸，其設計目的是根據LHD、LPD、LSD 和LHA 級尺寸定義的，無需對船舶進行改造，同時運輸高度可達11 英尺的貨物在飛船的車輛甲板上方。 該合同於 2018 年授予 Swiftships，負責設計和建造原型船以及最多 32 艘船舶。 工程正在路易斯安那州摩根城進行，預計將於 2023 年 11 月完成。

## 中華民國

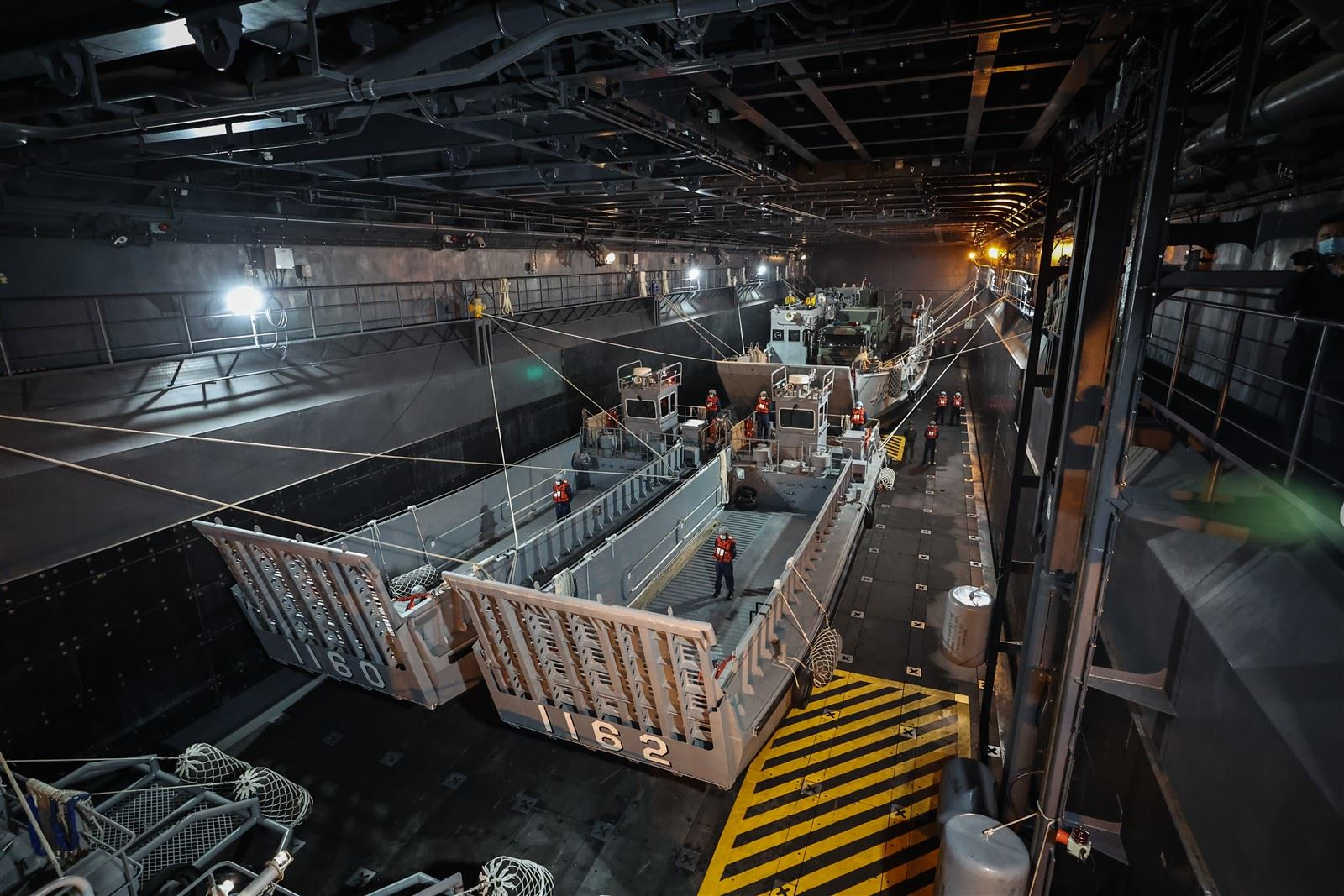
中華民國海軍玉山號船塢運輸艦井圍甲板的LCM機械化登陸艇與LCU通用登陸艇

中華民國海軍從1946年開始使用LCU，包括美製501型，日本播磨重工製造之1466型，獲美國授權自製的1610型，以及改良自1610型的合永專案。 
美製501型長119.1呎，寬32.8呎；滿載309噸
；動力系統為三部GM 6-71柴油主機，最高航速5節，巡航4節。軍官4人，士官兵15人；左右兩舷裝配20公釐機砲各一門，艇尾裝12.7公釐機槍各一挺。日製1466型則長115.2呎，寬34呎；滿載347噸，載貨150噸或士兵300名。國造1610型長138呎，寬29呎；滿載339噸，四具GM引擎噴水式推進，並可以14節航行，艇上裝備T-75式20公釐機砲一門，12.7公釐機槍3挺，可載貨180噸或士兵400名。
海軍在1946年於青島接收了8艘LCU，合永艇在1947年7月在蘇北的大來芭村海灘擱淺，被駐守附近的中共所俘。1948年4月，在斗龍港被國軍飛機發現而遭擊沉，共軍艇員有3人死亡，多人受傷。 
1955年3月接收日本製造的六艘1466型；1958到1959年又自美軍接收12艘501型，1979年後獲美國授權自製了5艘1610型。
2011年底，代號合永專案的7艘1610型改良型陸續成軍，並取代美製及日製艇。
本級艇在八二三炮戰時以「轟雷計劃」為名向金門增援M55自走砲。海軍以LCU艇搭載於美軍船塢登陸艦中，每艘艇裝載一門砲及彈藥裝備於料羅灣泛水搶灘。在8吋巨砲的威力下，國軍成功逆轉戰局。
2009年八八風災後，台灣東部因聯外道路中斷使生活物資極度缺乏，海軍派出合潮、合功兩艘登陸艇於大武海岸登陸向災民運送物資。

## 相关项目
- 两栖战舰
- 登陸艇